# ديفيد كرين
ديفيد كرين (بالإنجليزية: David Crane)‏ هو كاتب سيناريو ومنتج تلفزيوني ومنتج أفلام أمريكي، ولد في 13 أغسطس 1957 في فيلادلفيا في الولايات المتحدة.

## وصلات خارجية
- ديفيد كرين على موقع IMDb (الإنجليزية)
- ديفيد كرين على موقع ألو سيني (الفرنسية)
- ديفيد كرين على موقع ميوزك برينز (الإنجليزية)
- ديفيد كرين على موقع قاعدة بيانات برودواي على الإنترنت (الإنجليزية)
- ديفيد كرين على موقع إن إن دي بي (الإنجليزية)
- ديفيد كرين على موقع قاعدة بيانات الفيلم (الإنجليزية)